# Paní Urbanová
Paní Urbanová je divadelní hra o 5 jednáních Viléma Mrštíka z roku 1886, poprvé vydaná v roce 1889. Jedná se o autorovu dramatickou prvotinu. Námět, podobně jako u dramatu Maryša, autor původně zamýšlel zpracovat jako rodinný román (s názvem Při biliardu, původní text nedochován), ale rozhodl se ho přepracovat na drama.
Mrštík chtěl s Paní Urbanovou položit základy moderního dramatu u nás. Studoval kvůli tomu velké množství soudobé ruské a francouzské literatury, např. stoupence naturalismu, Émila Zolu. Chtěl české drama přiblížit evropským kvalitám. Právě vliv Zoly je v díle poměrně patrný v chování postav a v závěrečném rozuzlení.

## Okolnosti knižních vydání a uvedení hry
Původní text hry byl pro tehdejší společnost příliš odvážný, autor ho musel během let upravovat. I přes úpravy měl ale s vydáváním problémy. V roce 1886 měla být hra uvedena na prknech Švandova divadla, autor ji ale v té době ještě nebyl ochotný přepracovat, takže nebyla uvedena. Mrštíkovi se dále snažil pomoci Ladislav Stroupežnický, který chtěl hru uvést v Národním divadle. Ani to se však neuskutečnilo, jelikož podle Stroupežnického mělo drama příliš „románový ráz“. V roce 1887 mělo drama vyjít v časopise Světozor, kde Mrštík pravidelně publikoval, ale také nevyšlo. Nakonec cenzura dílo zakázala úplně.
Prvním, kdo Paní Urbanovou vydal, byla Česká revue v roce 1889 ve Vídni. Revue však brzy zanikla a jelikož drama vycházelo po částech (jednáních), páté jednání nestihlo vyjít. První kompletní vydání tedy vyšlo na vlastní náklady autora. Díky tomuto kroku se Mrštík dostal do špatné finanční situace. Drama bylo těžce kritizováno a odsouzeno.
Za autorova života nebylo dílo nikdy uvedeno na divadelních prknech. První uvedení se uskutečnilo až v roce 1955 v tehdejším Divadle bratří Mrštíků (dnešní Městské divadlo Brno).

## Děj
Děj se odehrává v moravském městě v autorově současnosti a sleduje problémy dvou rodin/manželských párů: Urbanových a Hamanových. Hlavní hrdinkou je Helena Urbanová, která byla jako patnáctiletá proti své vůli provdána za obchodníka Urbana, který se nejdříve dvořil její matce. Helena v tu dobu prožívala mladou lásku s Hamerským. Hamerský vystudoval práva a po letech se vrací zpět do města, kde opět potkává (již provdanou) Helenu. V tento moment začíná děj dramatu. U Heleny nastává morální dilema, zda se tajně scházet s Hamerským, ke kterému stále chová vřelé city, nebo zůstat věrná svému muži Urbanovi. Obdobný problém řeší i druhý pár, Hamanovi. Fanny Hamanová je Helenina starší sestra, která žije v nešťastném manželství s opileckým a násilnickým úředníkem Hamanem. Fanny se tajně schází s doktorem Liškou. Helena nakonec Hamerskému své city přizná, protože je také ve svém manželství nespokojená. Chce zůstat věrná, aby nedošlo ke společenskému ponížení a skandálu, zároveň bere v potaz syna, který z tohoto manželství vzešel. Helena, rozlícená z Urbanova žárlivého výstupu potom, co se dozvěděl o jejím údajném citovém vztahu k Hamerskému (skrze psaníčka), podlehne své citové stránce a nechá se nalákat do brněnského hotelového pokoje, kde se sejde s Hamerským. Tam je však spolu vidí Haman, který očekává že zde najde svou ženu s doktorem Liškou. Hamerský se pokouší situaci uklidnit, Haman slíbí že se o této situaci nikdo nedozví, ale Helena stejně v záchvatu studu odchází. Haman později v opilosti vše Urbanovi sdělí. V poslední dramatické scéně se žárlivý Urban snaží zastřelit Hamerského, ten se však ubrání a v sebeobraně Urbana zastřelí. 
Paní Urbanová věrně dokumentuje tehdejší náladu v malých městech. Pomluvy, pití alkoholu, hraní karet či prostá nečinnost. Dalším dobovým prvkem je vysvětlení sňatku Heleny a Urbana, sňatek z rozumu - z finančních důvodů. Ženy a muži se tehdy seznamovali např. na plesech, který je v dramatu také zobrazen a tematizován.

## Postavy
- Paní (Helena) Urbanová – manželka pana Urbana. Žije v nešťastném manželství a touží po své lásce z mládí, Hamerském. Zažívá morální dilema zda se poddat svým citům, či zachovat manželskou věrnost. Nenávidí svého manžela. Sňatek považovala za podraz a při žárlivé scéně Urbana dávala své rozčílení silně najevo, nebojí se vyjádřit nesouhlas či pocit křivdy. Záleží ji na pověsti. Představuje ideál Mrštíkovi ženské postavy. Na mužské návrhy reaguje mravními gesty, ale je zároveň milenkou. Analýza duševního rozpolcení ženy, které neodpovídá tehdejším konvencím, je jedním z ústředních témat díla.
- Urban – obchodník, manžel Heleny. Je hrubián a Helena s ním není šťastná. Nejprve se dvořil Helenině matce, ale nakonec se oženil s Helenou. Hamerský trpí pocitem, že mu Urban Helenu "ukradl". Trpí žárlivostí kvůli řečem o Hamerském a jeho ženě. Na konci v záchvatu rozčílení chce revolverem zastřelit doktora Hamerského. Nakonec sám doktorovou rukou umírá.
- Paní (Fanny) Hamanová – starší sestra Heleny a manželka Hamana. Za zády svého muže se schází s doktorem Liškou. Nezajímá se tolik (jako Helena) o to, co se o ní povídá – staví své vlastní štěstí nad pověst. Aby se mohla s doktorem scházet, finguje nemoci (často kašlání).
- Haman – úředník, manžel Heleniny sestry Fanny. Má problémy s alkoholem, svou ženu bije a o rodinu nejeví zájem. Helena ho vnímá jako „ošklivé, plesnivé monstrum!“.[3] V závěru hraje klíčovou roli ve vyzrazení citového vztahu mezi Helenou a Hamerským Urbanovi.
- Dr. Hamerský – právník, Helenina láska z mládí. Potom co se vrátí do města, jsou jeho city k Heleně obnoveny a on se ji snaží všemi cestami získat zpět. Jeho projevy citů vůči Heleně jsou velmi vroucí, nostalgické až patetické a vadí mu, že Helena je neopětuje. V této postavě můžeme vidět autobiografické prvky. Mrštík, stejně jako autor, vystudoval práva a zažil v mládí nešťastnou lásku s Josefou Hálkovou. Ta byla, stejně jako Helena, provdána z finančních důvodů. Když ji po letech už jako provdanou potkal, opět se do ní, stejně jako Hamerský do Heleny, zamiloval. [1]
- Dr. Liška – městský lékař, tajně se schází z Fanny Hamanovou. Přítel doktora Hamerského.

## Interpretace
Dramatický efekt celé hry je navozen rychlým spádem děje, častou změnou obrazů a tragickým koncem. Postavy zažívají náhlé výbuchy různých emocí, změny nálad či vnitřní rozpolcení.  
Hlavním a nejvýraznějším tématem je konflikt lásky a cti, který řeší Helena. Dalším důležitým tématem je žárlivost a to, jak ovlivňuje mezilidské vztahy, ať už v případě Urbana, Hamana, či Hamerského. Hamerského láska k Heleně je dalším zajímavým prvkem. Může v kontrastu s Urbanem a Hamanem působit vášnivě, opravdově a hluboce, ale např. v rozhovoru mezi Helenou a Hamerským, kdy se Hamerský cítí být Urbanem o Helenu „okraden“, dává najevo jak Helenu vnímá pouze jako objekt a jeho mužská ješitnost utrpěla újmu. Podobně působí i Hamerského monolog o ženách, které měl, který vede před doktorem Liškou. Celkově jsou Hamerského projevy citů vůči Heleně dosti tělesné a náruživé, literární historik Miloslav Hýsek jej popsal jako „vyžilého a poživačného“. V popisech maloměstské rozvrácenosti je podle Hýska „mnoho románového“ a odpozorovaného ze skutečnosti, neboť Mrštík rád zachycoval prostředí kalu a hříchu, a to pro své neuvědomělé zakotvení v tradiční morálce, kterou nedokázal zcela odvrhnout. Dílu však Hýsek neupírá ani „dramatickou působivost“, spojenou s až revoluční touhou hrdinky vymanit se z tíživého prostředí.

## Přijetí a kritika
Na drama naturalistického rázu nebyla tehdejší česká společnost ještě připravena. Zároveň nebyl Mrštík tak vlivným autorem, aby bylo drama dobře přijato i přes tato úskalí. Odpůrci a kritiky Paní Urbanové se našli v různých tehdejších časopisech jako Osvěta, Literární listy, Čas, Národní listy nebo Hlídka literární. Na jednu z kritik dokonce sám autor, pod pseudonymem Josef Bartoň, zareagoval v Literárních listech. Jedná se o kritiku z Literárních listů od V. Vítězného, ve které např. děj hodnotí jako jednotvárný s mezerami. Kritizuje i další aspekty díla jako expozici nebo nedostatečnou satisfakci čtenáře po katastrofě.
V roce 1901 se Paní Urbanová dočkala i pozitivní recenze, když ji Jaroslav Kamper v časopise Obzor hodnotil jako „drama důsledně naturalistické, pracované veškerou tou širokou objektivní metodou a vším tím demonstrujícím a popisným materiálem naturalistickým (...)“
Pozdější kritiky se objevily v roce 1955, kdy proběhla divadelní premiéra Paní Urbanové. Recenze se sice věnovaly hlavně hereckým výkonům a režijnímu zpracování, ale občas i samotnému dramatu. Tato zhodnocení však byla ideologicky ovlivněna. Jedním z tehdejších kritiků byl Karel Bundálek v deníku Rovnost, který na konci své recenze dodal, že hra byla divadelními diváky velmi dobře přijata.